# Coptosapelta flavescens
Coptosapelta flavescens är en måreväxtart som beskrevs av Pieter Willem Korthals. Coptosapelta flavescens ingår i släktet Coptosapelta och familjen måreväxter. Inga underarter finns listade i Catalogue of Life.